# Wilhelm Buchterkirchen

Wilhelm Buchterkirchen

Wilhelm Albert Otto Buchterkirchen (* 18. November 1877 in Braunschweig; † 9. Juni 1959 ebenda) war ein deutscher Polizist und Polizeipräsident von Braunschweig. Nach erstmaligem Ausscheiden aus dieser Position 1922 übernahm er nur einen Tag nach der Übergabe der Stadt Braunschweig an US-amerikanische Truppen erneut das Amt.

## Leben
Wilhelm Buchterkirchen trat 1903 in den Polizeidienst in Braunschweig ein. Fünf Jahre später war er Kriminalwachtmeister in Elberfeld und 1912 Kommissar in Ronsdorf, bevor er 1913 nach Elberfeld zurückkehrte. Ab August 1914 war er im Ersten Weltkrieg als Kriegsfreiwilliger Leutnant der Landwehr. Bald darauf kam er als Kommissar der Militärpolizei ins Elsass. In dieser Position war er von 1915 bis 1918 in Belgien tätig. Ab März 1919 war er Polizeikommissar in Hildesheim, im September 1920 wurde er Polizeipräsident von Braunschweig. Von diesem Amt musste er bereits 1922 aufgrund eines Korruptionsverdachts im Rahmen einer politischen Intrige zurücktreten.
1920 trat Buchterkirchen in die SPD ein. Nach seinem Ausscheiden aus dem Polizeidienst gründete er zunächst eine Leihbücherei, später eine Detektei. 1933 wurden ihm die bereits erworbenen Anrechte für die Altersversorgung auf Grund des Gesetzes zur Wiederherstellung des Berufsbeamtentums aberkannt. Während des Zweiten Weltkriegs arbeitete er als Bezirksvertreter einer Bausparkasse. 1942 wurde ihm Berufsverbot erteilt, weil er mit der Jüdin Fanny Buchterkirchen, geb. Samuel, verheiratet war. 1944 wurde er mehrmals von der Gestapo vorgeladen und aufgefordert, sich von seiner jüdische Frau scheiden zu lassen. Dies lehnte er ab, worauf sein privates Vermögen beschlagnahmt wurde. Buchterkirchen wurde verhaftet und in das Zwangsarbeiterlager Blankenburg-Ösig gebracht. Seine Frau wurde in das Lager 21 in Salzgitter gebracht und schwer misshandelt. Später versteckte sie sich mit anderen jüdischen Mitmenschen vor dem erneuten Zugriff der Gestapo auf einem Dachboden in einem Haus in Braunschweig. Als das Versteck verraten wurde, begingen die dort Versteckten gemeinschaftlich Suizid, um der erneuten Verhaftung und Deportation in ein KZ zu entgehen. Nach ihrem Tod wurde ihr Ehemann aus dem KZ entlassen. Nach dem Stauffenberg-Attentat wurden genaue Planungen für eine Neubesetzung von Schlüsselpositionen, wie z. B. zur Neubesetzung des Polizeipräsidenten von Braunschweig gefunden. Dort war dokumentiert, dass geplant war Wilhelm Buchterkirchen wieder als Polizeipräsident einzusetzen; Buchterkirchen wusste hierüber nichts. Zwei Polizisten, ehemalige untergebene von ihm, informierten ihn zwei Stunden bevor er wieder verhaften werden sollte. Er tauchte sofort unter und konnte sich mit Hilfe von Freunden verborgen halten. Kurz vor dem Einmarsch der amerikanischen Truppen schlich er sich heimlich in seine Wohnung in der Fasanenstraße in Braunschweig.
Auch für andere Menschen setzte er sich in der Zeit ein, so holte er mit gefälschten Papieren den Bruder seiner zweiten Ehefrau, Martha Buchterkirchen aus den KZ. Dieser war dort inhaftiert worden, weil er Mitglied der Kommunistischen Partei war. Menschen, die mit Wilhelm Buchterkirchen und seiner Frau in Verbindung gebracht wurden, wurden auch Repressalien ausgesetzt; so wurde seiner späteren Ehefrau, Matha Mehl, und ihren Kindern das Recht entzogen, sich bei Bombenangriffen in einen Bunker zu begeben.
Nach der Übergabe Braunschweigs an die US-Armee am 12. April 1945 übernahm Buchterkirchen am 18. April, im Alter von 67 Jahren, nach Aufforderung der Militärregierung wieder das Amt des Polizeipräsidenten von Braunschweig. Bereits am 25. September desselben Jahres musste Buchterkirchen aus gesundheitlichen Gründen sein Amt niederlegen. Sein Nachfolger wurde Heinrich Klages.

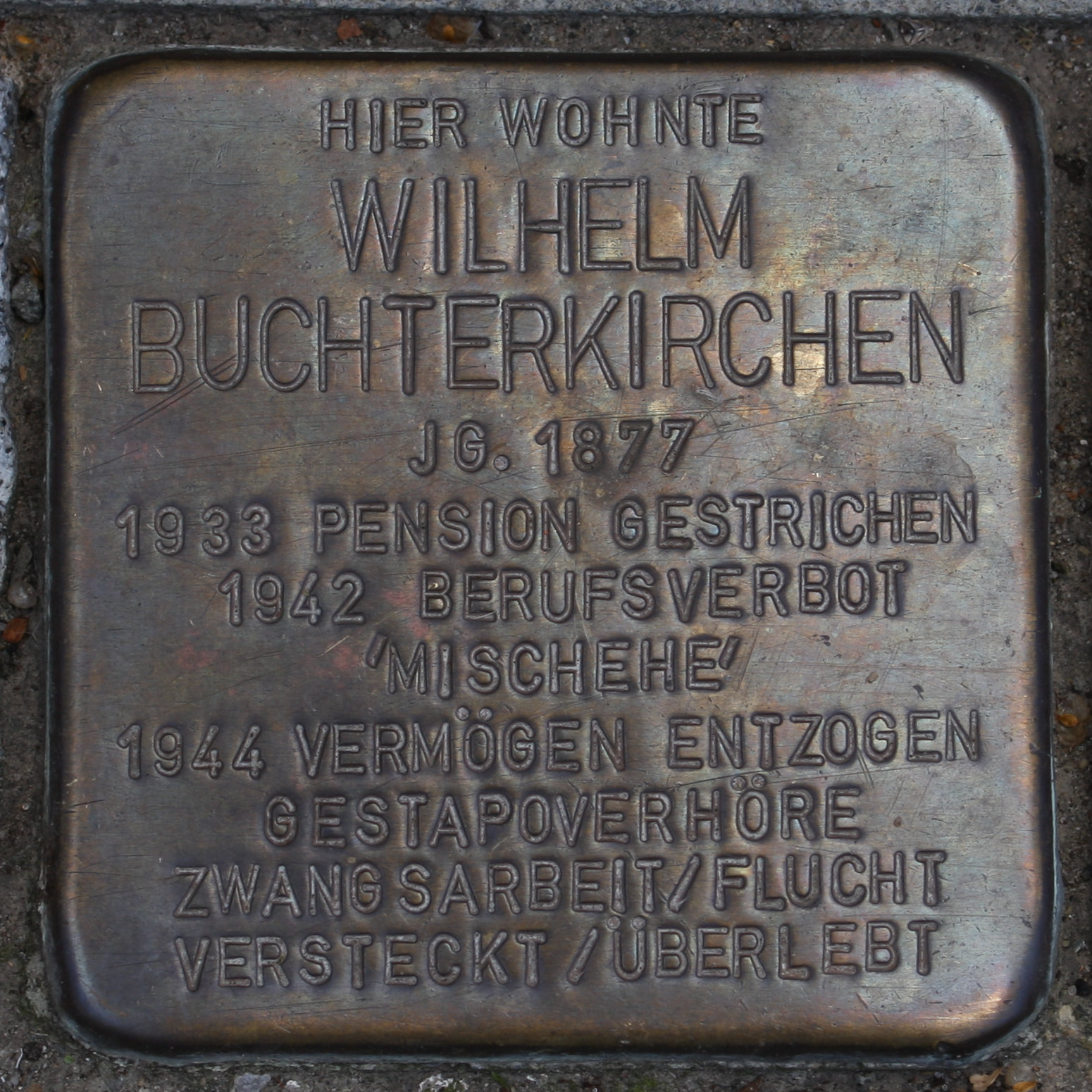
Stolperstein für Wilhelm Buchterkirchen

Im Entnazifizierungsverfahren des ehemaligen Direktors der Stadtwerke und zeitweiligen Inhabers des Wirtschaftsamtes der Stadt Braunschweig Erich Heim, beschuldigte Buchterkirchen diesen schriftlich, 1944 verantwortlich für die Verschleppung seiner Frau gewesen zu sein. Die Buchterkirchens und Erich Heim waren Nachbarn in der Fasanenstraße und kannten sich vom Ansehen. Die tatsächliche Beteiligung Heims konnte im Nachhinein nicht mehr nachvollzogen werden. Das Verfahren gegen ihn wurde 1948 mit der Einordnung in die Kategorie IV „Mitläufer“ abgeschlossen. Buchterkirchen verstarb 1959 in Braunschweig.

## Belege
1. 1 2 3 4 5 6 7 8 9 10  Deutschland im ersten Nachkriegsjahr. K. G. Saur, 2015, ISBN 978-3-11-094770-0, doi:10.1515/9783110947700 (degruyter.com [abgerufen am 25. Juni 2021]).
2. 1 2 3 4 5 6 7 8 9 10 11 12 13  Förderkreis für Polizeigeschichte Niedersachsen e.V.Wiederaufbau der Polizei in Braunschweig 1945 –. 28. November 2009, abgerufen am 25. Juni 2021.
3. 1 2 3 4 5 6 7  Buchterkirchen. In: Stolpersteine für Braunschweig. Abgerufen am 25. Juni 2021 (deutsch).
4. ↑  Manfred Grieger, Lars Heim: Eine Aufsteigererzählung aus der NS-Zeit. Die Autobiographische Aufzeichnung von Erich Heim vom Juli 1941. In: Braunschweigische Landesstelle für Heimatforschung und Heimatpflege. Braunschweigischer Geschichtsverein. (Hrsg.): Braunschweigisches Jahrbuch für Landesgeschichte. 1. Auflage. Band 101, 2021, ISSN 1437-2959, S. 243–263.
5. ↑  Volker Dowidat: Polizei im Rückspiegel die Geschichte der Polizeidirektion Braunschweig. Braunschweig 2003, ISBN 978-3-925268-23-6.

| Personendaten    | Personendaten                                            |
| ---------------- | -------------------------------------------------------- |
| NAME             | Buchterkirchen, Wilhelm                                  |
| ALTERNATIVNAMEN  | Buchterkirchen, Wilhelm Albert Otto (vollständiger Name) |
| KURZBESCHREIBUNG | deutscher Polizist, Polizeipräsident von Braunschweig    |
| GEBURTSDATUM     | 18. November 1877                                        |
| GEBURTSORT       | Braunschweig                                             |
| STERBEDATUM      | 9. Juni 1959                                             |
| STERBEORT        | Braunschweig                                             |